# Kestel (district)
Kestel is een Turks district in de provincie Bursa en telt 44.456 inwoners (2007). Het district heeft een oppervlakte van 430,6 km².
De bevolkingsontwikkeling van het district is weergegeven in onderstaande tabel.
| 1997   | 2000   | 2007   |
| ------ | ------ | ------ |
| 46.693 | 44.102 | 44.456 |